# Moravská Nová Ves
Moravská Nová Ves település Csehországban, Břeclavi járásban. Moravská Nová Ves Týnec, Prušánky, Mikulčice, Hrušky és Josefov településekkel határos. Lakosainak száma 2630 fő (2024. január 1.).

## Népesség
A település lakosságának változását az alábbi diagram mutatja:
| Lakosok száma | 1887 | 2397 | 2883 | 3043 | 2650 | 2514 | 2610 | 2598 | 2495 | 2630 |
|               | 1869 | 1900 | 1921 | 1961 | 1980 | 2011 | 2016 | 2019 | 2021 | 2024 |